# مدرس دیابت
مدرس دیابت (به انگلیسی: Diabetes Educator) به گروهی از افراد متخصص سلامت (به انگلیسی: Health Professional) گفته می‌شود که برای آموزش به بیماران دیابتی و مشاوره به این افراد آموزش دیده‌اند. مدرسین دیابت در بسیاری از کشورهای جهان نظیر آمریکا، توسط نهادهای مستقل علمی نظیر انجمن مدرسین دیابت آمریکا (به انگلیسی: American Association of Diabetes Educators) تحت آموزش قرار گرفته و گواهی معتبر دریافت می‌نمایند.

## مسئولیت‌ها
نقش مدرسین دیابت اساساً در کنار پزشک معالج و به عنوان یکی از اعضای تیم درمان دیابت تعریف می‌گردد؛ بدین صورت که پزشک متخصص غدد مسئولیت تجویز دارو و پایش درمان دارویی را به عهده داشته و مدرس دیابت به عنوان راهنمای بیمار و تسهیل‌کننده روند مدیریت بیماری در کنار وی قرار دارد.
با توجه به مشغله زیاد پزشکان و همچنین عدم توجیه‌پذیری اقتصادی، صرف زمان برای آموزش بیماران دیابتی عملاً امکان‌پذیر نبوده و لذا مطالعات بسیاری به وجود خلاء جدی در روند مدیریت بیماران دیابتی و توانمندسازی بیماران اشاره نموده‌اند؛
از این رو مسئولیت آموزش به بیماران، نظیر تفهیم مفاهیم پایه‌ای دیابت، راهکارهای مدیریت بیماری، راه‌های پیشگیری از عوارض و همچنین آموزش مهارت‌های مربوطه نظیر تزریق انسولین و تست قندخون، در طول زمان به مدرسین دیابت منتقل گردید.

## توانمندسازی بیماران
توانمندسازی بیماران به عنوان یکی از کلیدی‌ترین ابزارها در مدیریت دیابت و ارتقای خود مراقبتی از اواخر قرن بیستم میلادی مورد توجه پژوهشگران قرار گرفت.
بر اساس این نظریه، توانمندسازی بیماران دیابتی برای به عهده گرفتن وظایف مربوط به بیماری نظیر تست قندخون و تزریق انسولین، شمارش واحدهای غذایی و برنامه‌ریزی غذایی می‌تواند در بهبود سنجههای مدیریت دیابت تأثیرگذار بوده و پیش‌آگهی بیماران را به طرز چشمگیری بهبود بخشد.

## مدرسین دیابت در ایران
با ورود فرهنگ پژوهش و پزشکی بر پایه شواهد به کشور، ادبیات خودمراقبتی و مدیریت شخصی دیابت نیز به مرور در میان متخصصین بهداشت و سیاستگذاران سلامت جای خود را باز کرده و آموزش دیابت به بیماران، توسط مدرسین آموزش دیده، به یکی از پایه‌های مدیریت دیابت و بسیاری از بیماری‌های مزمن دیگر بدل گردید.
وزارت بهداشت ج.ا. ا و دانشگاه‌های علوم پزشکی کشور با شناسایی این نیاز و تأثیرات مثبت بهره‌مندی از مدرسین دیابت آموزش دیده، طی سال‌های اخیر اقدام به برگزاری دوره‌های آموزشی برای پزشکان، پیراپزشکان و نیز مراقبین اولیه بهداشتی نمودند.